# Cinco Saltos
Cinco Saltos är en ort i Argentina.   Den ligger i provinsen Río Negro, i den sydvästra delen av landet, 1 000 km sydväst om huvudstaden Buenos Aires. Cinco Saltos ligger 288 meter över havet och antalet invånare är 19 819.
Terrängen runt Cinco Saltos är platt. Runt Cinco Saltos är det ganska glesbefolkat, med 21 invånare per kvadratkilometer.. Närmaste större samhälle är Neuquén, 14,4 km söder om Cinco Saltos.
Runt Cinco Saltos är det i huvudsak tätbebyggt.